# فيش (ممثل)
فيش (بالإنجليزية: Fish)‏ (و. 1958  م) هو مغن مؤلف، وممثل، ومغني، وملحن، وشاعر، وكاتب، وممثل أفلام بريطاني.

## التعليم
تعلم في Dalkeith High School ‏.

## وصلات خارجية
- فيش على موقع IMDb (الإنجليزية)
- فيش على موقع ألو سيني (الفرنسية)
- فيش على موقع ميوزك برينز (الإنجليزية)
- فيش على موقع ميوزك برينز (الإنجليزية)
- فيش على موقع أول موفي (الإنجليزية)
- فيش على موقع إن إن دي بي (الإنجليزية)
- فيش على موقع أول ميوزيك (الإنجليزية)
- فيش على موقع ديسكوغز (الإنجليزية)
- فيش على موقع ديسكوغز (الإنجليزية)
- فيش على موقع قاعدة بيانات الفيلم (الإنجليزية)